# Aaron Long (labdarúgó)
Aaron Long (Oak Hills, 1992. október 12. –) amerikai válogatott labdarúgó, a Los Angeles hátvéde és csapatkapitánya.

## Pályafutása

### Klubcsapatokban
Long a kaliforniai Oak Hillsben született.
2012-ben mutatkozott be a Tucson felnőtt keretében. 2014-ben az első osztályban szereplő Portland Timbers szerződtette. A 2014-es szezonban a Sacramento Republic és a Orange County Blues csapatát erősítette kölcsönben. 2015-ben a Seattle Soundershez igazolt. 2017. február 22-én a New York Red Bulls együtteséhez írt alá. Először a 2017. március 6-ai, Atlanta United ellen 2–1-re megnyert mérkőzésen lépett pályára. Első gólját 2017. szeptember 3-án, a Dallas ellen idegenben 2–2-es döntetlennel zárult találkozón szerezte meg. 2023. január 4-én kétéves szerződést kötött a Los Angeles együttesével.

### A válogatottban
Long 2018-ban debütált az amerikai válogatottban. Először a 2018. október 17-ei, Peru ellen 1–1-es döntetlennel zárult mérkőzésen lépett pályára. 2019. június 22-én, Trinidad és Tobago ellen 6–0-ra megnyert aranykupa-találkozón megszerezte első két válogatott gólját.

## Statisztikák
2023. június 18. szerint
| Klub               | Szezon   | Osztály  | Bajnokság | Bajnokság | Kupa  | Kupa | Nemzetközi | Nemzetközi | Összesen | Összesen |
| Klub               | Szezon   | Osztály  | Meccs     | Gól       | Meccs | Gól  | Meccs      | Gól        | Meccs    | Gól      |
| ------------------ | -------- | -------- | --------- | --------- | ----- | ---- | ---------- | ---------- | -------- | -------- |
| New York Red Bulls | 2017     | MLS      | 34        | 1         | 5     | 0    | 5          | 0          | 44       | 1        |
| New York Red Bulls | 2018     | MLS      | 38        | 3         | 1     | 1    | 6          | 0          | 45       | 4        |
| New York Red Bulls | 2019     | MLS      | 25        | 2         | 0     | 0    | 4          | 0          | 29       | 2        |
| New York Red Bulls | 2020     | MLS      | 17        | 2         | 0     | 0    | —          | —          | 17       | 2        |
| New York Red Bulls | 2021     | MLS      | 5         | 0         | 0     | 0    | —          | —          | 5        | 0        |
| New York Red Bulls | 2022     | MLS      | 30        | 4         | 5     | 1    | —          | —          | 35       | 5        |
| New York Red Bulls | Összesen | Összesen | 150       | 12        | 11    | 2    | 15         | 0          | 176      | 14       |
| Los Angeles        | 2023     | MLS      | 11        | 0         | 0     | 0    | 7          | 0          | 18       | 0        |
| Összesen           | Összesen | Összesen | 161       | 12        | 11    | 2    | 22         | 0          | 194      | 14       |

### A válogatottban
| Válogatott       | Év       | Pályára lépés | Gól |
| ---------------- | -------- | ------------- | --- |
| Egyesült Államok | 2018     | 2             | 0   |
| Egyesült Államok | 2019     | 14            | 3   |
| Egyesült Államok | 2020     | 2             | 0   |
| Egyesült Államok | 2021     | 3             | 0   |
| Egyesült Államok | 2022     | 8             | 0   |
| Egyesült Államok | 2023     | 6             | 0   |
| Összesen         | Összesen | 35            | 3   |

#### Góljai a válogatottban
| # | Időpont            | Helyszín                                                  | Ellenfél           | Gólok | Eredmény | Kiírás                                         |
| - | ------------------ | --------------------------------------------------------- | ------------------ | ----- | -------- | ---------------------------------------------- |
| 1 | 2019. június 22.   | FirstEnergy Stadion, Cleveland, Amerikai Egyesült Államok | Trinidad és Tobago | 1–0   | 6–0      | 2019-es CONCACAF-aranykupa                     |
| 2 | 2019. június 22.   | FirstEnergy Stadion, Cleveland, Amerikai Egyesült Államok | Trinidad és Tobago | 6–0   | 6–0      | 2019-es CONCACAF-aranykupa                     |
| 3 | 2019. november 15. | Exploria Stadion, Orlando, Amerikai Egyesült Államok      | Kanada             | 3–0   | 4–1      | 2019–2020-as CONCACAF-nemzetek ligája (A liga) |

## Sikerei, díjai
Los Angeles
- MLS
  - Ezüstérmes (1): 2023

- US Open Cup
  - Győztes (1): 2024

- CONCACAF-bajnokok ligája
  - Ezüstérmes (1): 2023

- Leagues Cup
  - Döntős (1): 2024

- Campeones Cup
  - Döntős (1): 2023

 Amerikai válogatott
- CONCACAF-aranykupa
  - Ezüstérmes (1): 2019

- CONCACAF Nemzetek ligája
  - Győztes (2): 2019–20, 2022–23

Egyéni
- MLS All-Stars: 2022
- MLS – Az Év Védője: 2018